# ダグラス・エアクラフト

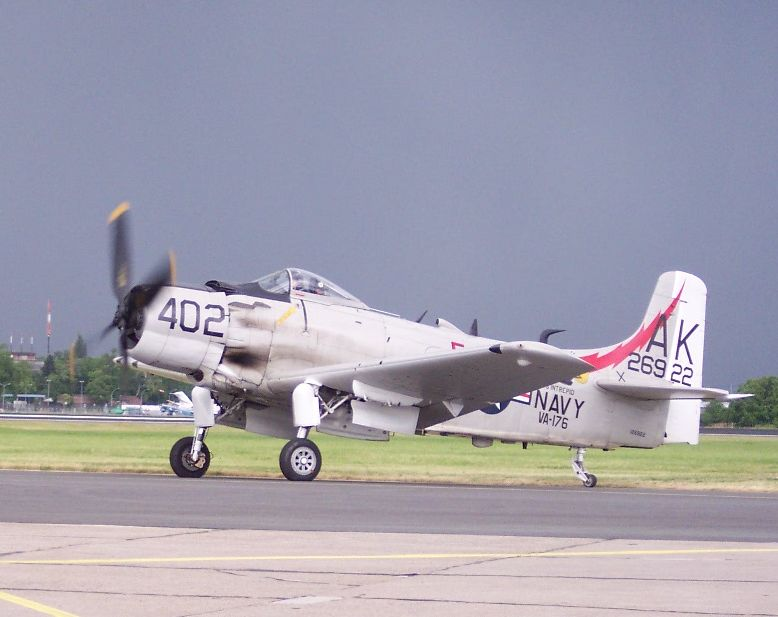
ダグラス A-1（AD-4NA）スカイレイダー

ダグラス・エアクラフト社（Douglas Aircraft Company ）は、かつて存在したアメリカの航空機メーカー。

## 概要

### 設立
ドナルド・ウィルズ・ダグラスはマサチューセッツ工科大学出身でグレン・マーチンでチーフエンジニアを務めていたが、1920年にマーチンを去ってサンタモニカ（カリフォルニア州）でデービス・ダグラス社を設立した。1921年7月には共同出資者から事業を買い取って、社名をダグラス・エアクラフトに変更した。早くも1924年にはダグラスの航空機が世界初の世界一周飛行(ダグラス ワールド クルーザー)を行って社名が広く知れわたった。この成功にちなみ、ダグラス社はモットーとして"First Around the World - First the World Around"(世界初の世界一周)を唱え、地球を回る航空機を描いたマークを採用した。なお、このロゴはその後「球体（地球）を回るミサイルと航空機」を図案化したマークとなり、後のマクドネル・ダグラス、ひいてはボーイングにも引き継がれて現在まで使用されている。

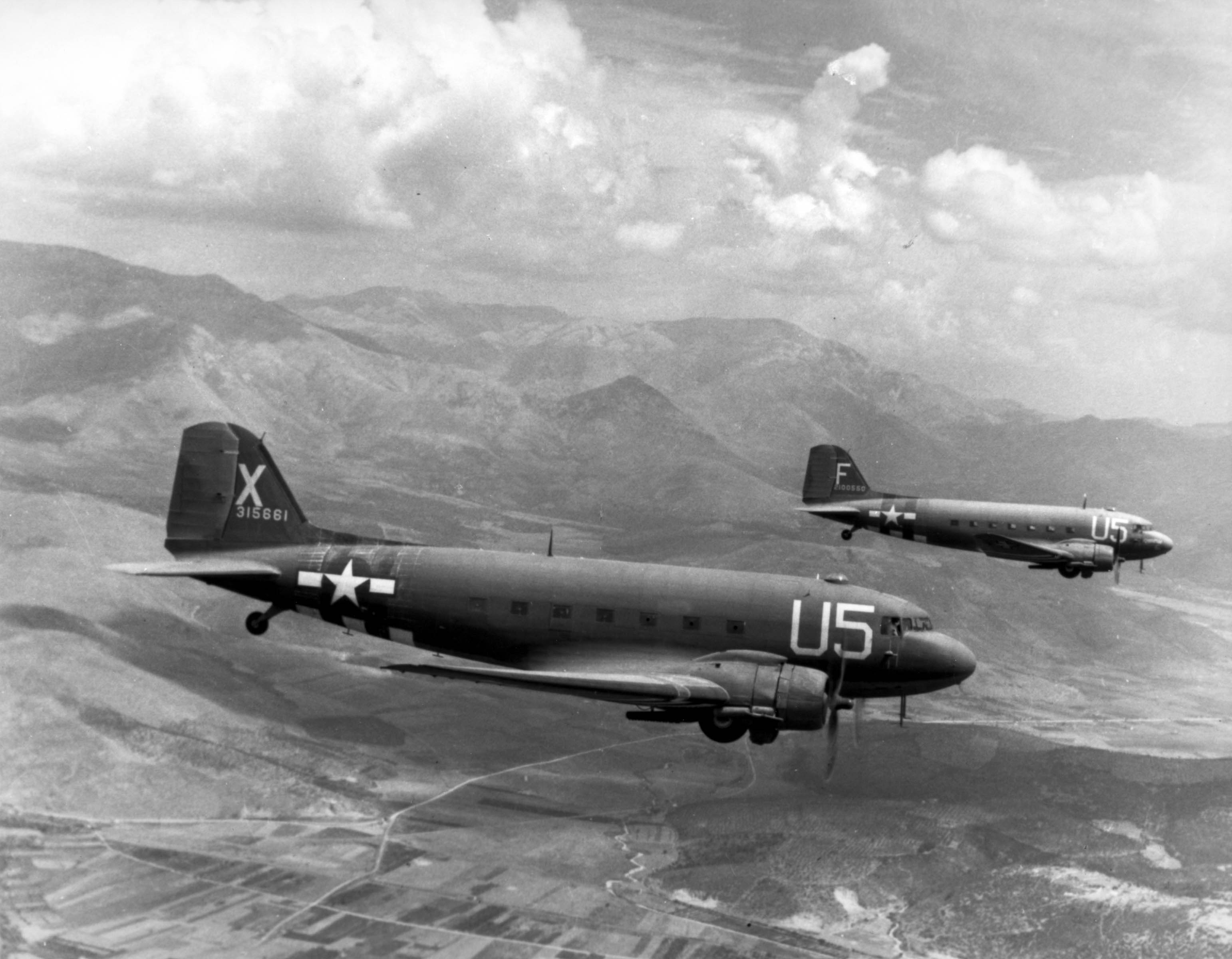
アメリカ陸軍航空隊のC-47

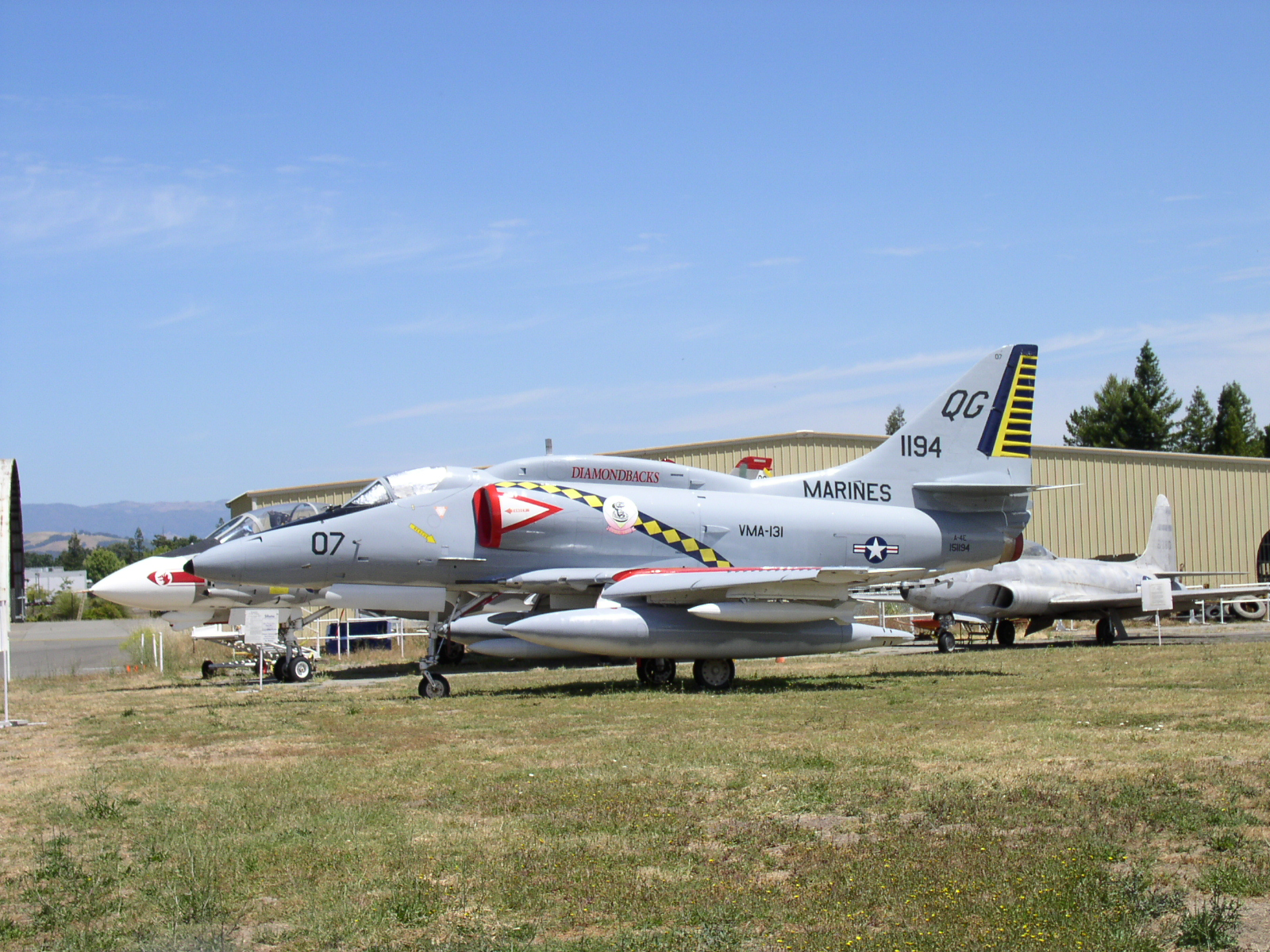
ダグラス A-4（A-4E）スカイホーク

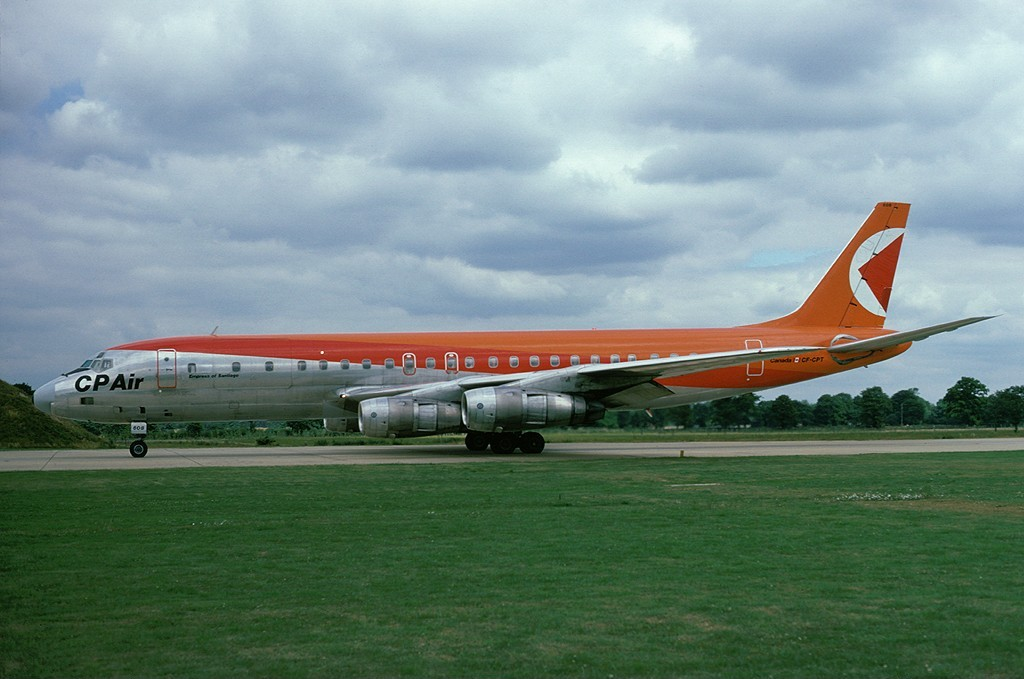
カナダ太平洋航空のダグラスDC-8

当初ダグラスはアメリカ海軍向けに雷撃機を製造していたが、さらに雷撃機をベースとして偵察機や民間航空便向けの機体なども開発し、5年もしないうちに毎年100機以上の航空機を製造するようになった。初期の社員にはエド・ハイネマン（A-1スカイレイダーの設計者で後の社長）、ジェームズ・キンデルバーガー（後のノースアメリカン社長）、ジャック・ノースロップ（後のノースロップ社長）がいる。

### 拡大
1920年代後半には軍用機市場での地位を確保し、水陸両用車市場にも乗り出した。またサンタモニカのクローバーフィールドへ工場を移転している。サンタモニカの工場群は広大だったため、メール係はローラースケートを使って社内メールを配達していた。
1933年には民用双発機DC-1と、翌年にDC-2を製造し、続いて1936年には有名なDC-3を送り出した。DC-3はダグラスの民間部門を一躍トップシェアにした上に、軍の輸送機C-47 スカイトレインのベースになったことでも知られている。その後継機であるDC-4もベストセラーとなり、DCシリーズは近代的な旅客機の代名詞となった。多くのダグラス製航空機は非常に耐用期間が長く、DC-3やDC-4は21世紀初頭の今日も多数が現役である。
第二次世界大戦はダグラスに大きな成長をもたらした。大戦終結までにサンタモニカ、エルセガンド、ロングビーチ、トーランス、タルサ、ミッドウェストシティ、シカゴに工場を所有しており、1942年から1945年の間に約3万機が生産され、従業員は16万人に膨らんだ。
ダグラスは旅客機のみならず、アメリカ軍、特にアメリカ海軍とアメリカ陸軍航空隊、後のアメリカ空軍のために、SBD ドーントレスなどの艦上爆撃機、A-20 ハヴォック（ボストン）やA-26 インベーダーなどの軽爆撃機、中型爆撃機、戦闘機、C-47などの輸送機、偵察機、実験機といった多様な分野にわたる幅広い航空機を製造した。第二次世界大戦中にはボーイング及びベガエアクラフト（ロッキードの子会社）とともに B-17 を製造。大戦後はボーイングのライセンス下で B-47 を生産した。ダグラスは射出座席、空対空ミサイル、地対空ミサイル、空対地ミサイル、ロケット、爆弾と爆撃懸吊架といった関連分野でも先駆的だった。

### マクドネルとの合併
1967年は、ダグラスは大型旅客機のDC-8と、その後ベストセラーとなったDC-9、A-4 スカイホーク攻撃機の需要に間に合わせるための増産に苦労した。ベトナム戦争のための資材不足により品質とキャッシュ・フローの問題はマクドネル・エアクラフト社との合併によるマクドネル・ダグラスの形成に同意することとなった。

### ボーイングへの吸収
しかし、1997年にマクドネル・ダグラスもボーイング社に吸収され、75年以降のダグラス製航空機の製造は終了した。吸収合併後、マクドネル・ダグラス社が所有していたロング・ビーチの工場で設計された最後の民間機であるボーイング717（DC-9の派生型）は、2006年5月に生産を終えた。2009年現在、軍用機C-17 グローブマスター IIIがロングビーチにおける最後の生産機となっている。

## 製品

### 航空機
- ダグラス クラウドスター（1921年）
- ダグラス DT（1921年）

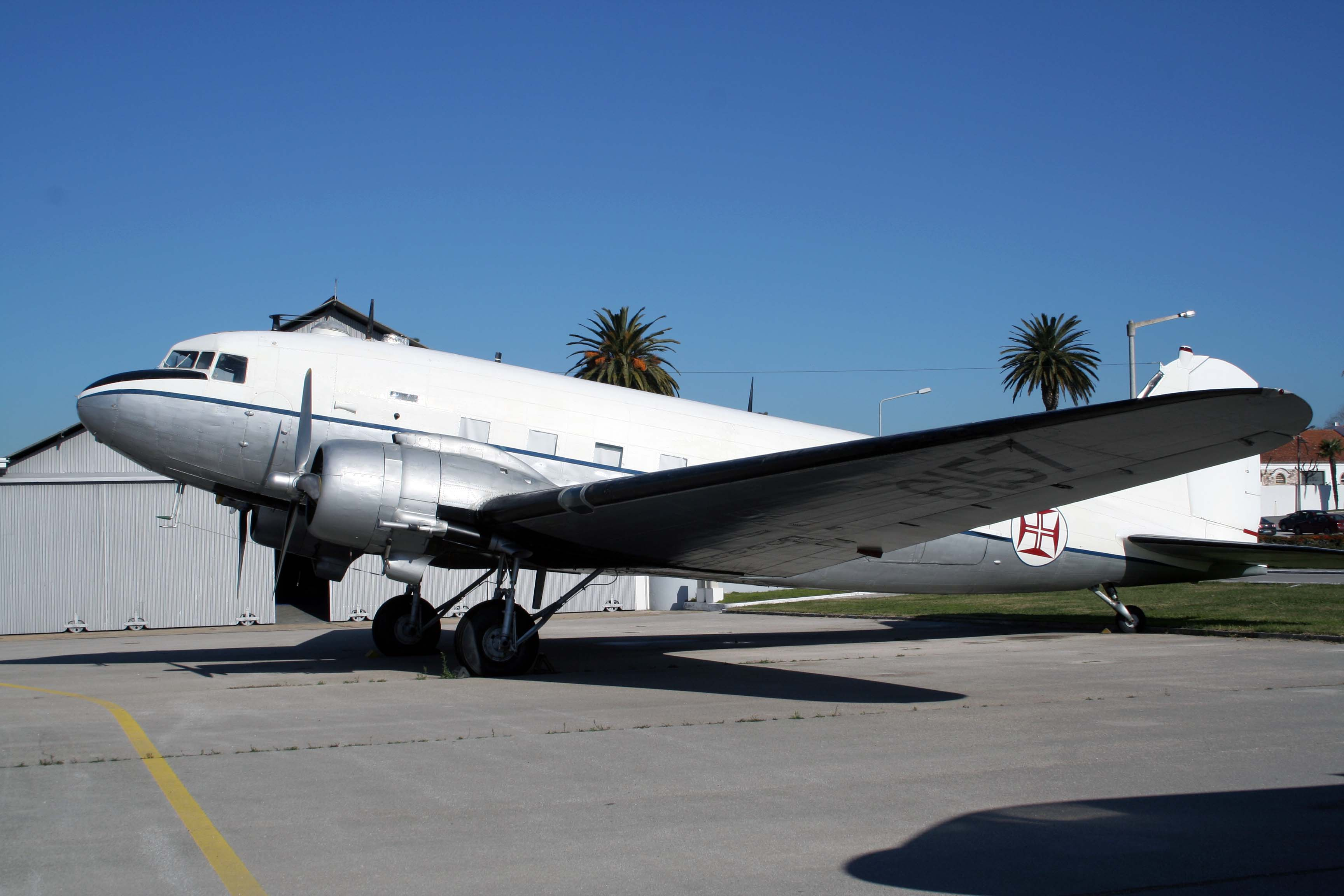
ダグラス DC-3

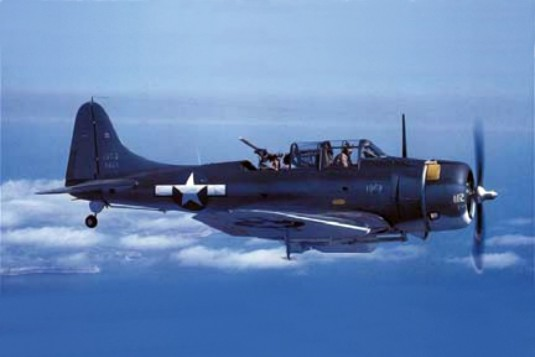
アメリカ海軍のSBDドーントレス

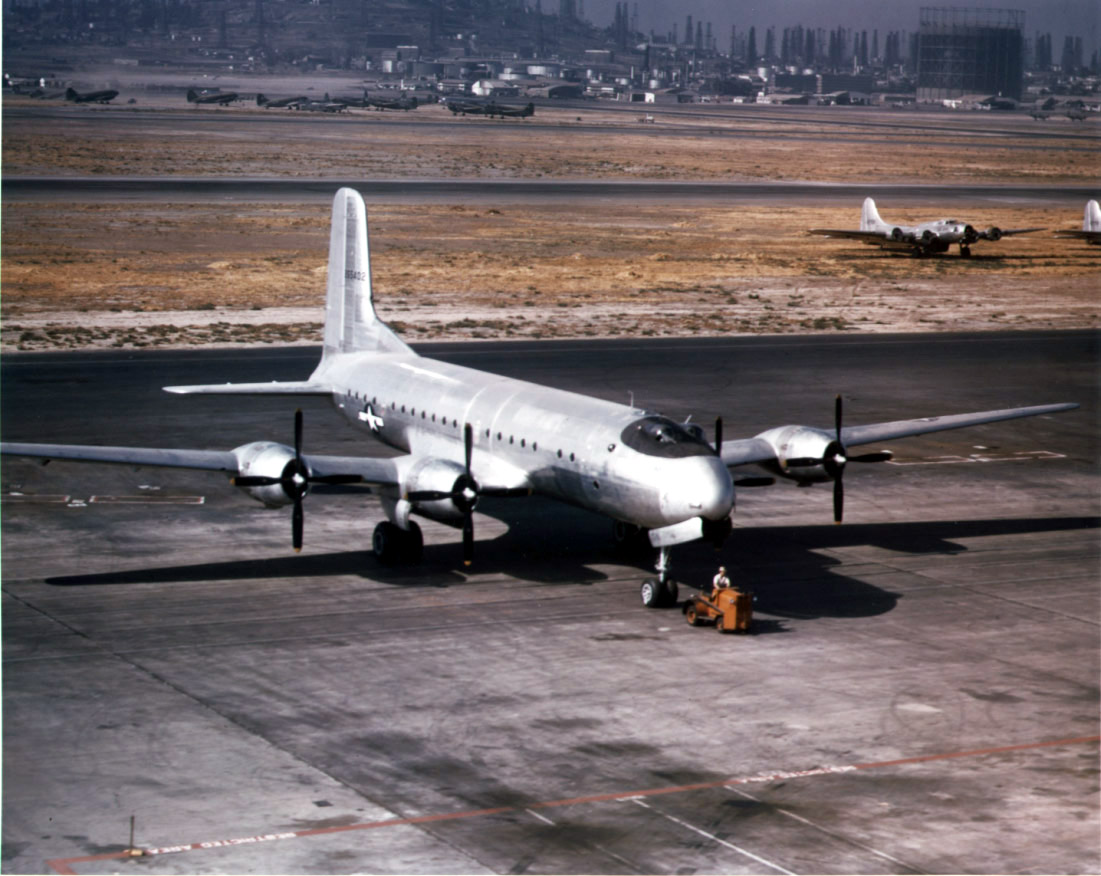
ダグラス C-74

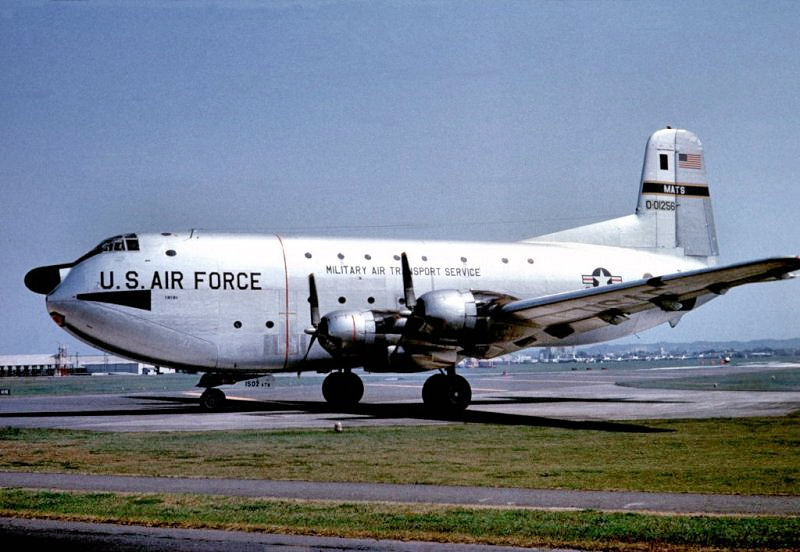
ダグラス C-124

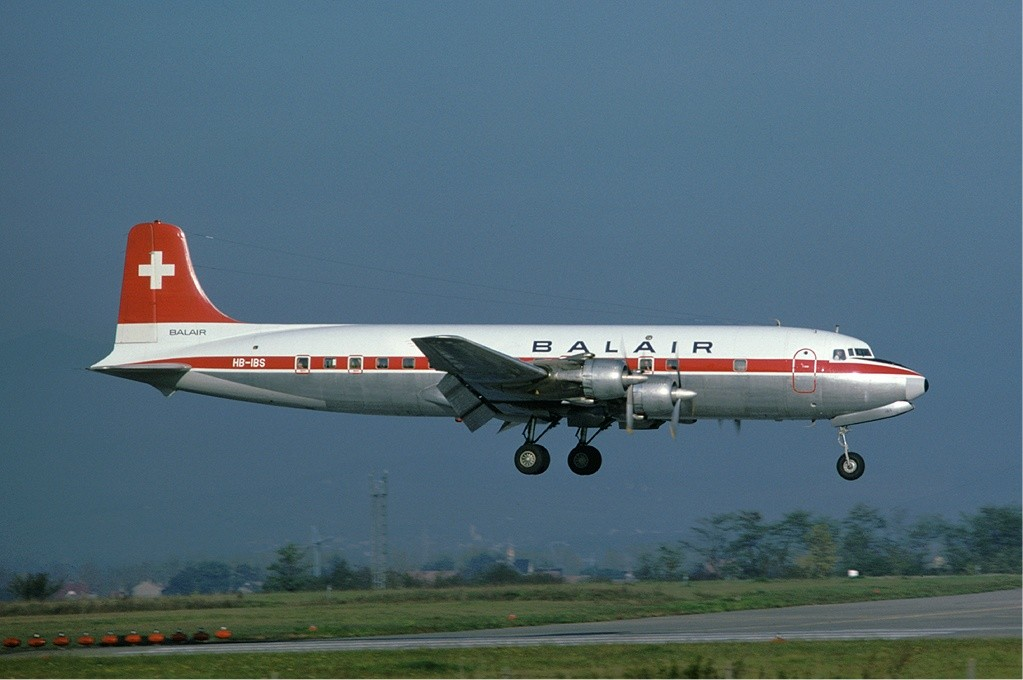
ダグラス DC-6

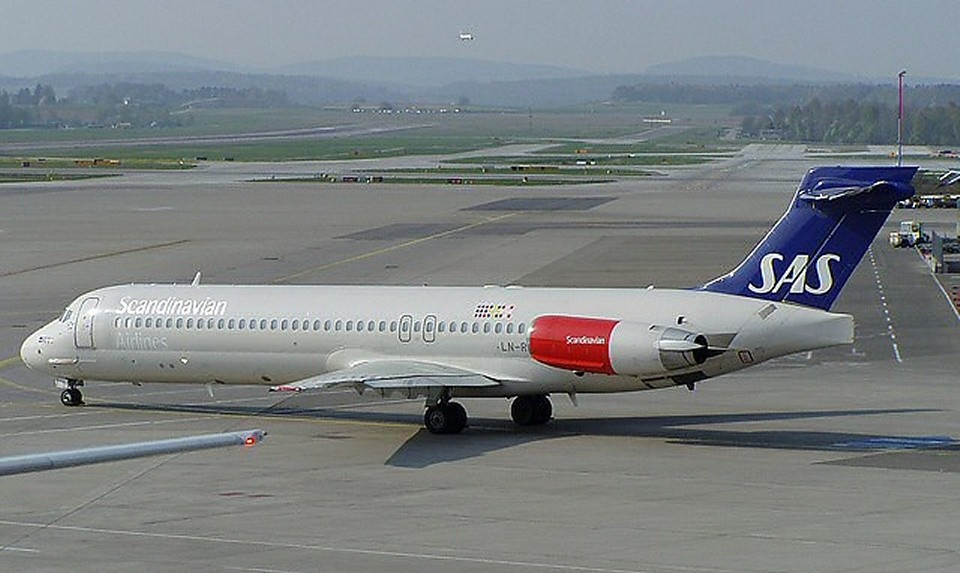
ダグラス DC-9

- ダグラス ワールド クルーザー（1923年）
- ダグラス O-2（1924年）
- ダグラス C-1（1925年）
- ダグラス M-1（1925年）
- ダグラス T2D（1927年）
- ダグラス BT-1/BT-2（1930年）
- ダグラス ドルフィン（1930年）
- ダグラス O-31（1930年）
- ダグラス B-7/O-35（1931年）
- ダグラス XT3D（1931年）
- ダグラス DC-1（1933年）
- ダグラス DC-2（1934年）
- B-18 ボロ（1935年）
- ダグラス DC-3（1935年）
- TBD デバステイター（1935年）
- ダグラス YB-11/YO-44/YOA-5（1935年）
- ダグラス DF（1936年）
- ダグラス DB-7 ボストン / A-20 ハヴォック（1938年）
- SBD ドーントレス（1938年）
- ダグラス DC-4E（1938年）
- XB-22（計画のみ）
- B-23 ドラゴン (1939年）
- XB-31（計画のみ）
- ダグラス DC-4（1939年）
- ダグラス DC-5（1939年）
- ダグラス XP-48（計画のみ）
- ダグラス XB-19（1941年）
- A-26 インベーダー（1941年？）
- ダグラス P-70（1942年）
- BTD デストロイヤー（1943年）
- XB-42 ミックスマスター（1944年）
- A-1 スカイレイダー（1945年）
- ダグラス C-74 グローブマスター（1945年）
- ダグラス XB-43（1946年）
- ダグラス DC-6（1946年）
- D-558-1 スカイストリーク（1947年）
- D-558-2 スカイロケット（1948年）
- F3D スカイナイト（1948年）
- ダグラス C-124 グローブマスター II（1949年）
- A2D スカイシャーク（1950年）
- F4D スカイレイ（1951年）
- A-3 スカイウォーリアー（1952年）
- X-3 ステレット（1952年）
- A-4 スカイホーク（1954年）
- B-66 デストロイヤー（1954年）
- ダグラス DC-7（1953年）
- F5D スカイランサー（1956年）
- C-133 カーゴマスター（1956年）
- F6D ミサイリアー（1958年）
- ダグラス DC-8（1958年）
- ダグラス DC-9（1965年）
- ダグラス DC-10 (1971年) 設計のみ。販売はマクドネル・ダグラス。

### ミサイル及びロケット
- Roc I
- AIM-7 スパロー（1948年）
- AIR-2 ジニー（1956年）

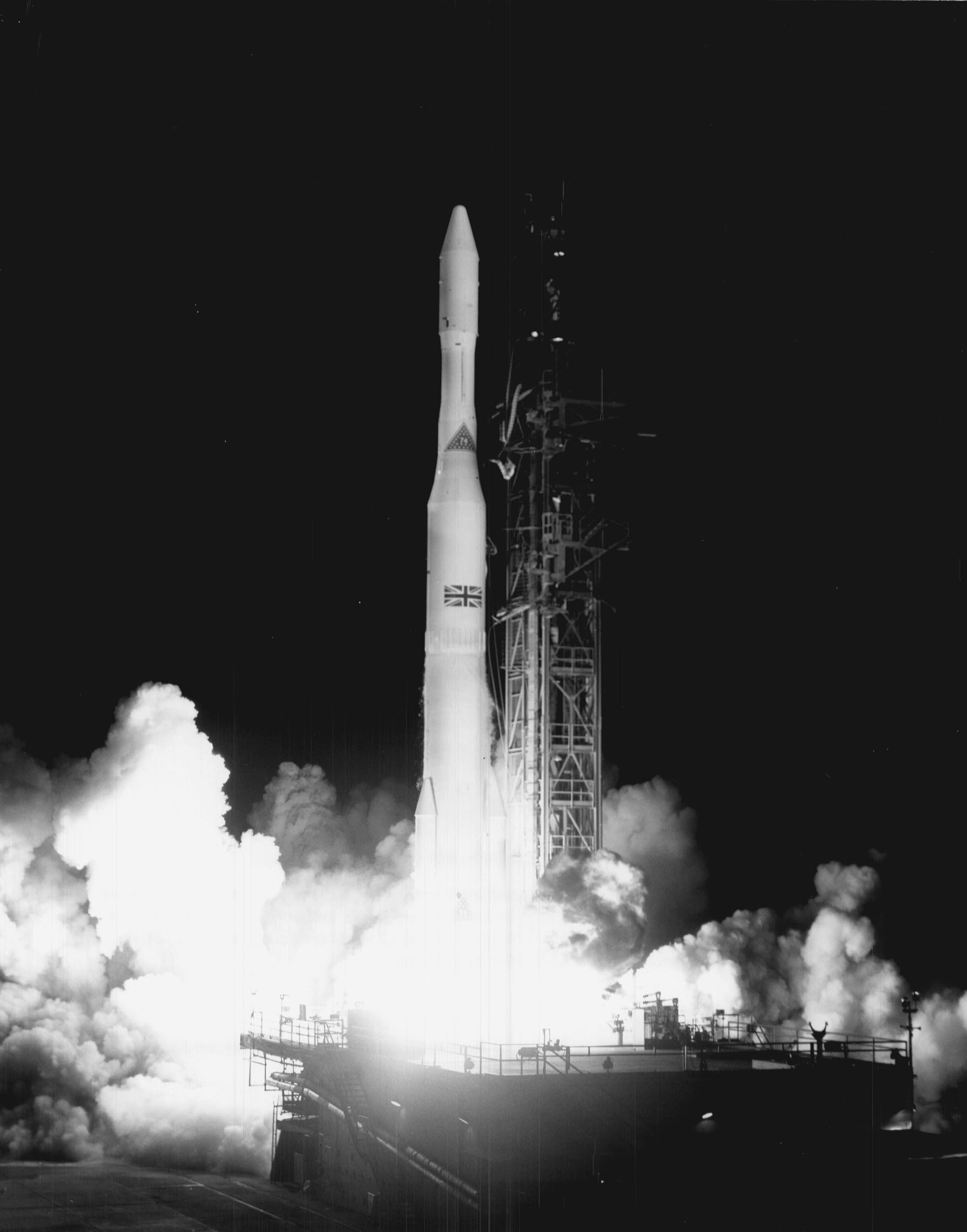
スカイネット人工衛星を打ち上げるデルタロケット

- MIM-3 ナイキ・エイジャックス（1959年）
- MIM-14 ナイキ・ハーキュリーズ
- LIM-49 スパルタン/ナイキ・ジュース
- MGR-1 オネスト・ジョン
- PGM-17 ソー(ソア)
- デルタロケット
- S-IVB(サターンVロケット3段目のエンジン)